# Île Bobs
L'île Bobs (en anglais Bobs Island) est une des îles Malouines (Falkland Islands).